# Rophites epiroticus
Rophites epiroticus (лат.) — вид пчёл из подсемейства Rophitinae семейства Halictidae.

## Распространение
Палеарктика. Восточное Средиземноморье, Италия (Сицилия), Югославия, Греция.

## Описание
Средней величины пчёлы (длина около 10 мм) чёрного цвета со светлым опушением. Переднее крыло с двумя радиомедиальными ячейками. 1-й и 2-й членики лабиальных щупиков уплощены. Метапостнотум короче скутеллюма. Брюшко удлинённое. Гнёзда устраивает в почве. Опыляет бобовые (Fabaceae).

## Систематика
Rophites epiroticus включён (Michener, 2000, 2007) в состав подрода Rhophitoides (как часть род Rophites). Однако, некоторые авторы (Песенко, Астафурова, 2006; Астафурова, 2014) считают подрод Rhophitoides отдельным от Rophites самостоятельным таксоном родового уровня и называют вид как Rhophitoides epiroticus.